# Maria de Meersman
Maria de Meersman (Essene, 8 februari 1921 - Jette, 20 februari 2015) was een Belgische verzetsstrijdster tijdens de Tweede Wereldoorlog.
De Meersman was 19 toen het Duitse leger België binnentrok. Al spoedig raakte zij betrokken bij het  Belgisch verzet. In de zomer van 1944 ontdekte zij dat een lid van het Vlaamse verzet, Brand genaamd, een dubbelspion was voor de Duitse bezetter. De Meersman kwam veel over hem te weten en na een aanslag op haar leven zag zij zich gedwongen om naar Wenen te vluchten. In Wenen werd zij door de Gestapo in de gaten gehouden en uiteindelijk gevangengezet. Omdat de Gestapo niets tegen haar kon vinden, werd ze vrijgelaten. Ze vluchtte en kwam uiteindelijk in dienst bij de 101e Luchtlandingsdivisie van het Amerikaanse leger.

## Christiaan Lindemans
Na de oorlog ontdekte De Meersman dat Brand in werkelijkheid Christiaan Lindemans heette, bijgenaamd "King Kong". Het staat vast dat Lindemans zich in de kringen van de Britse inlichtingendiensten bewoog. Lindemans genoot hun vertrouwen en werd over de linies gezonden om het Nederlandse verzet op de hoogte te brengen over Operatie Market Garden. Onduidelijk is waarom Lindemans in september 1944 nog het vertrouwen genoot van de Britse inlichtingendiensten, terwijl De Meersman stelt Lindemans in de zomer van 1944 reeds te hebben ontmaskerd.
In 2004 verscheen het boek Spionne in het Derde rijk, waarin Maria de Meersman zestig jaar na het ontmaskeren van "King Kong" haar verslag doet van haar belevenissen.